# Trofeo Spagnolo
El Trofeo Spagnolo era un torneo de verano de fútbol amistoso organizado por el Genoa C.F.C., creado en 1995 en memoria de Vincenzo Claudio Spagnolo, un fanático del club genovés, asesinado antes de un partido entre el Genoa y el Milan el 29 de enero de ese mismo año.
Entre el 1995 y 1997 el trofeo lo disputaban entre 3 equipos, con un formato de todos contra todos. Desde el 1998 el torneo consta de dos equipos participantes, El Genoa y un club invitado, donde disputan un partido único en el Estadio Luigi Ferraris. El ganador será el campeón.

## Ediciones
| Año  | Campeón                 | Resultado           | Subcampeón                   | Tercero             |
| ---- | ----------------------- | ------------------- | ---------------------------- | ------------------- |
| 1995 | Genoa C.F.C. · Italia   | -                   | Nottingham Forest Inglaterra | Torino · Italia     |
| 1996 | Genoa C.F.C. · Italia   | -                   | Sporting de Lisboa Portugal  | Torino · Italia     |
| 1997 | Bologna · Italia        | -                   | Genoa C.F.C. · Italia        | Fiorentina · Italia |
| 1998 | Inter de Milán · Italia | 4:2                 | Genoa C.F.C. · Italia        | -                   |
| 1999 | Torino · Italia         | 2:0                 | Genoa C.F.C. · Italia        | -                   |
| 2000 | Genoa C.F.C. · Italia   | 2:2 7:6 pen.        | Parma · Italia               | -                   |
| 2001 | Genoa C.F.C. · Italia   | 4:2                 | Werder Bremen · Alemania     | -                   |
| 2002 | ChievoVerona · Italia   | 2:1                 | Genoa C.F.C. · Italia        | -                   |
| 2003 | Genoa C.F.C. · Italia   | 1:0                 | Catania · Italia             | -                   |
| 2004 | Genoa C.F.C. · Italia   | 1:0                 | Inter de Milán · Italia      | -                   |
| 2005 | Torneo no disputado     | Torneo no disputado | Torneo no disputado          | Torneo no disputado |
| 2006 | Genoa C.F.C. · Italia   | 1:0                 | Torino · Italia              | -                   |
| 2007 | Genoa C.F.C. · Italia   | 2:2 7:6 pen.        | Parma · Italia               | -                   |
| 2008 | Genoa C.F.C. · Italia   | 3:1                 | AZ Alkmaar · Países Bajos    | -                   |
| 2009 | Torneo no disputado     | Torneo no disputado | Torneo no disputado          | Torneo no disputado |
| 2010 | Genoa C.F.C. · Italia   | 1:0                 | Athletic Club · España       | -                   |
| 2011 | Torneo no disputado     | Torneo no disputado | Torneo no disputado          | Torneo no disputado |
| 2012 | Genoa C.F.C. · Italia   | 0:0 7:6 pen.        | Galatasaray Turquía          | -                   |
| 2013 | Torneo no disputado     | Torneo no disputado | Torneo no disputado          | Torneo no disputado |
| 2014 | Torneo no disputado     | Torneo no disputado | Torneo no disputado          | Torneo no disputado |

## Títulos por club
| Club               | Campeón                                                               | Subcampeón                 | Tercer lugar   |
| ------------------ | --------------------------------------------------------------------- | -------------------------- | -------------- |
| Genoa C.F.C.       | 11 (1995, 1996, 2000, 2001, 2003, 2004, 2006, 2007, 2008, 2010, 2012) | 4 (1997, 1998, 1999, 2002) |                |
| Torino             | 1 (1999)                                                              | 2 (2006, 2007)             | 2 (1995, 1996) |
| Inter de Milán     | 1 (1998)                                                              | 1 (2004)                   |                |
| Bologna            | 1 (1997)                                                              |                            |                |
| ChievoVerona       | 1 (2002)                                                              |                            |                |
| Nottingham Forest  |                                                                       | 1 (1995)                   |                |
| Sporting de Lisboa |                                                                       | 1 (1996)                   |                |
| Parma              |                                                                       | 1 (2000)                   |                |
| Werder Bremen      |                                                                       | 1 (2001)                   |                |
| Catania            |                                                                       | 1 (2003)                   |                |
| AZ Alkmaar         |                                                                       | 1 (2008)                   |                |
| Athletic Club      |                                                                       | 1 (2010)                   |                |
| Galatasaray        |                                                                       | 1 (2012)                   |                |
| Fiorentina         |                                                                       |                            | 1 (1997)       |

## Participaciones
| Equipo             | Participaciones |
| ------------------ | --------------- |
| Genoa C.F.C.       | 15              |
| Torino             | 5               |
| Inter de Milán     | 2               |
| Nottingham Forest  | 1               |
| Sporting de Lisboa | 1               |
| Bologna            | 1               |
| Fiorentina         | 1               |
| Parma              | 1               |
| Werder Bremen      | 1               |
| ChievoVerona       | 1               |
| Catania            | 1               |
| AZ Alkmaar         | 1               |
| Athletic Club      | 1               |
| Galatasaray        | 1               |